# Falafel
Falafel (arapski: فلافل) su kuglice od boba ili slanutka, raznih biljaka i začina. 
Porijeklo ovog vegetarijanskog specijaliteta seže daleko u prošlost. Danas ga se u Izraelu smatra nacionalnim jelom, no oduvijek se jeo na cijelom Bliskom istoku. Po nekima, potiče iz Egipta, odakle se proširio na istočnu obalu Mediterana i sjevernu Afriku. Osim u Izraelu, jelo je vrlo popularno i u Libanonu, a zadnjih godina je sve popularnije i na Zapadu. 
Prave se od umekšanog i mljevenog boba ili slanutka, dalje se dodaju peršin, korijander, češnjak, crveni luk, pecivo, sol, papar i kim. Od mase se mijesi tijesto, iz kojeg se formiraju kuglice i prže u dubokom ulju. Rade se u veličinama promjera oko 2 cm i serviraju se obično s tahinijem, umakom od sezama, zelenom lisnatom salatom i lepinjom. Odlikuje ga poseban, lagan okus. U zapadnoj Europi falafel u novije vrijeme nude i mnoge ćevabdžinice kao vegetarijsku alternativu ćevapima.